# Nardi 750LM

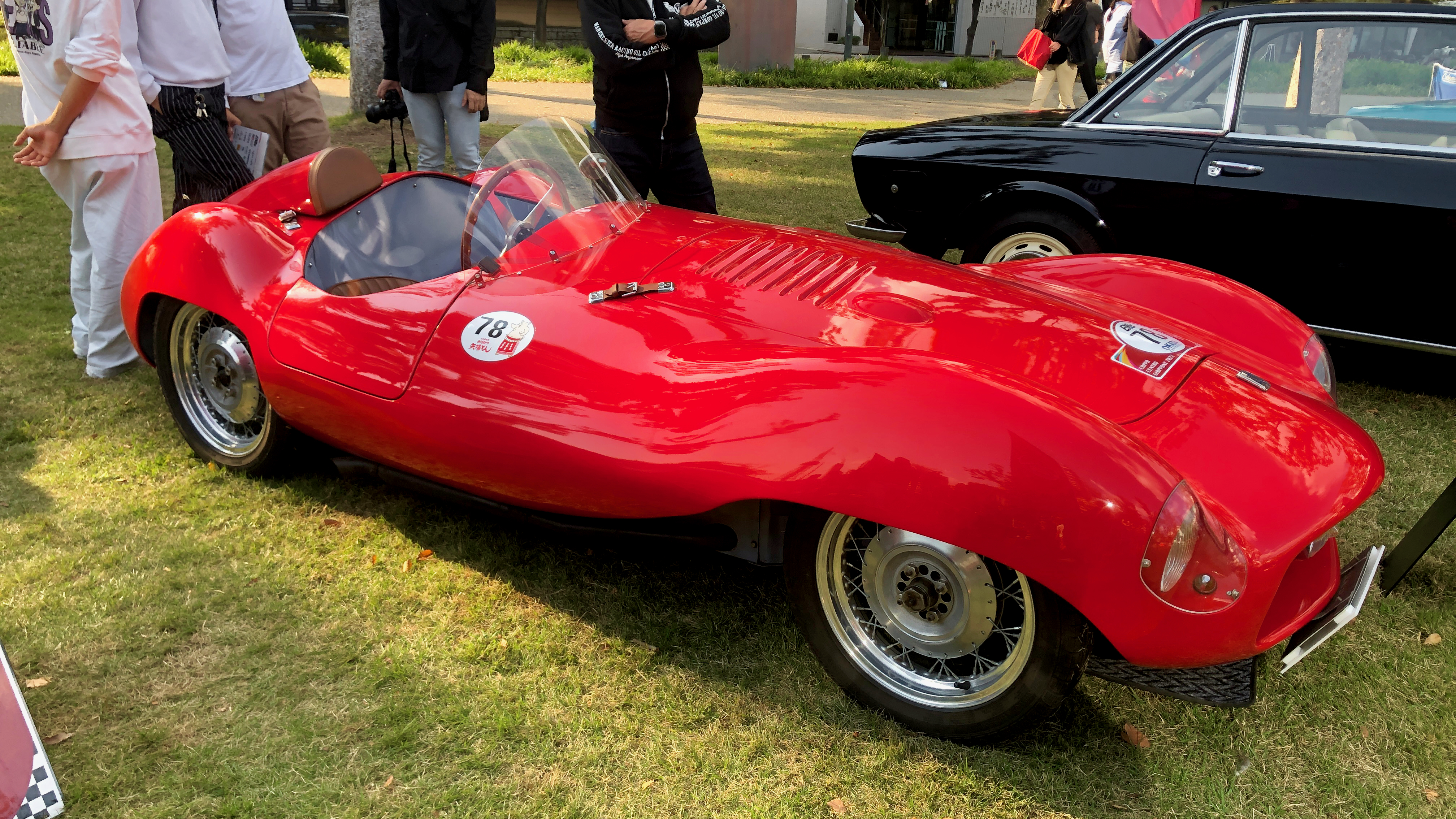
Nardi 705LM

Der Nardi 750LM war ein Sportwagen-Prototyp, der 1954 bei Automobili Nardi entwickelt wurde.

## Entwicklungsgeschichte und Technik
Mitte der 1950er-Jahre begann im Sportwagensport die Entwicklung von Rennprototypen unter 1-Liter-Hubraum. Federführend waren dabei französische Hersteller wie Panhard, Deutsch & Bonnet und Monopole, die mit ihren Spezialkonstruktionen vor allem beim 24-Stunden-Rennen von Le Mans Erfolg hatten.
In Italien war es das Automobilunternehmen Nardi, das diesem Trend Rechnung trug. Für das Le-Mans-Rennen von 1954 entwickelte man einen kleinen Rennwagen mit einem 748-cm³-Motor. In Ermangelung eines passenden italienischen Triebwerks, entschied man sich für einen US-amerikanischen Crosley-Motor.

## Renngeschichte
Gefahren wurde der Wagen von Mario Damonte und Alexandre Gacon. In der zweiten Rennstunde fiel das Fahrzeug nach einem Defekt an der Wasserpumpe jedoch sehr früh im Rennen aus. Der 750LM wurde nur einmal eingesetzt und ein Jahr später durch den futuristischen Nardi Bisiluro ersetzt.